# Tenzin Tsetan Choklay
Tenzin Tsetan Choklay est un cinéaste tibétain né en Inde.

## Biographie
Tenzin Tsetan Choklay est né dans une famille de réfugiés tibétains en Inde et a grandi à Dharamsala où il était étudiant au village d'enfants tibétains. Il est ensuite diplômé de l'université du Panjab à Chandigarh et a déménagé à Bombay où son intérêt pour l'étude du cinéma s'est matérialisé et a ensuite rejoint l'Académie du cinéma et de la télévision de Delhi.
En 2002, Tenzin Tsetan Choklay réalise un documentaire concernant le premier concours Miss Tibet.
En 2005, il a reçu une bourse au Festival international du film de Busan pour étudier à l'Académie coréenne des arts cinématographiques, l'une des principales écoles de cinéma de Corée du Sud.
Il est diplômé de l'Académie coréenne des arts cinématographiques (ko) en 2008. Depuis 2009, il vit et travaille à Delhi, puis à New York. Il a réalisé de nombreux courts métrages en Corée du Sud et a été producteur associé chez White Crane Films en Inde, notamment pour The Sun Behind the Clouds: Tibet's Struggle for Freedom de Ritu Sarin et Tenzing Sonam.
Son film documentaire Bringing Tibet Home, mettant en vedette l'artiste tibétain et ami d'enfance de lui Tenzing Rigdol, a remporté le prix du Jury des jeunes Européens au Festival international de programmes audiovisuels documentaires de Biarritz en janvier 2014,,. Tenzing Rigdol contacta Tenzin Tsetan Choklay, son ami d'enfance vivant à New York, pour faire une chronique visuelle du projet. Ils se sont rencontrés pour la première fois à l'âge de 7 ans et ont renoué avec en 2009 lorsque Tenzin Tsetan Choklay s'est installé à New York.
En août 2014, il a reçu le prix « Emerging Director » au  Asian American International Film Festival de New York.
En 2021, Tenzin Tsetan Choklay participe à l'exposition  « Mandala Lab » au Rubin Museum de New York qui évalue le concept d’illumination au quotidien et interroge notre capacité à transformer l'émotion en sagesse. Ainsi, l'odorat illustre la relation de chaque personne avec certaines odeurs, associées des souvenirs différents. Une vidéo de Tenzin Tsetan Choklay sur ce thème montre qu'une odeur d'un détergent de lessive peut rappeler des souvenirs heureux de l'enfance, où des souvenirs douloureux d'une enfance difficile.
Le premier jour du 14e Festival du film du Tibet en 2023, à Dharamsala, Tenzin Tsetan Choklay participe à une conversation intitulée « Le cinéma tibétain : un langage de narration unique » au Collège des hautes études tibétaines de Sarah au côté d'autres cinéastes et scénaristes tibétains Tsering Tashi Gyalthang, Kunsang Kyirong et Jamyang Phuntsok.

## Référence
- (en) Cet article est partiellement ou en totalité issu de l’article de Wikipédia en anglais intitulé « Tenzin Tsetan Choklay » (voir la liste des auteurs).

1. ↑  Two films by Tibetan directors to hit the biggest Asian film festival, Phayul.com, 4 September 2013
2. ↑  Tenzin Tsetan Choklay « https://web.archive.org/web/20140219190614/http://www.empoweringvision.org/gtpn.yom.php?cp=8&&id=23 »(Archive.org • Wikiwix • Archive.is • Google • Que faire ?), 19 février 2014
3. 1 2  Beauty and the Beast : A Search for Miss Tibet
4. ↑  Tibetan Showman Steals the Show in Korea
5. ↑  Uma da Cunha, Tibetan Filmmaker from India features in 2013 Busan, September 2013
6. ↑  Margherita Stancati, How to Smuggle Tibetan Soil to India, May 25, 2012
7. ↑  Samuel Gontier, Fipa 2014 : mon rapport secret d’infiltré chez les jurés, 27 January 2014
8. ↑  Palmarès du 27e Festival international de programmes audiovisuels, Le Parisien, 25 January 2014
9. ↑  'Bringing Tibet Home' wins French award, Phayul.com, 27 January 2014
10. ↑  (en) Larry Jaffee, « Tibetan Tribute : Dirt Was Never This Symbolic », sur huffingtonpost.co.uk, HuffPost UK, 4 août 2014 (consulté le 30 novembre 2023).
11. ↑  Tenzin Dorjee, Tibetan filmmaker wins 'Emerging Director' Award at Asian American Film Festival, Phayul.com, 4 August 2014
12. ↑  (en) « Finding Inner Peace at the Rubin Museum Amidst Chaos », The New York Observer,‎ 20 décembre 2021 (lire en ligne, consulté le 30 novembre 2023).
13. ↑  (en) « 14th Tibet Film Festival kicks off in Dharamshala », sur Phayul, 5 octobre 2023 (consulté le 30 novembre 2023).